# Hasenmoor
Hasenmoor er en by og en kommune i det nordlige Tyskland, beliggende i Amt Kaltenkirchen-Land i den vestlige del af Kreis Segeberg. Kreis Segeberg ligger i den sydøstlige del af delstaten Slesvig-Holsten.

## Geografi
Hasenmoor ligger omkring 6 km øst for Bad Bramstedt ved Bundesstraße B 206 fra Itzehoe mod Lübeck. Mod vest går motorvejen A7 fra Hamborg mod Slesvig.
I kommunen ligger ud over Hasenmoor landsbyerne og bebyggelserne Fuhlenrüe, Hegebuchenbusch, Jabbob, Tannenhof, Wiesenhof og Wolfsberg. I kommunens østlige del, over mod det store skovområde Segeberger Forst, ligger Flugplatz Hartenholm.